# Yozo Aoki
Yozo Aoki (Japó, 10 d'abril de 1929 – 23 d'abril de 2014) és un futbolista japonès que disputà un partit amb la selecció japonesa.